# Downingia
- Commons
- Wikispecies

Downingia é um gênero botânico pertencente à família Campanulaceae.